# 哈夫特里霍洛
哈夫特里霍洛（直译：「半树谷」）是圣赫勒拿岛8个区中面积最小的一个。圣赫勒拿岛位于南大西洋，是英国海外领土“圣赫勒拿、阿森松和特里斯坦-达库尼亚”的一部分。哈夫特里霍洛是圣赫勒拿首府詹姆斯敦的一个郊区，位于拉德山顶部，拉德山构成了詹姆斯谷南侧，而詹姆斯敦则坐落在谷底。拉德山在18世纪末被加固，随后建成拉德山要塞。由于詹姆斯谷本身无法扩展，哈夫特里霍洛从1960年代开始发展壮大。